# Schwielochsee (Schiff, 1927)
Schwielochsee ist oder war der Name eines Fahrgastschiffes.

## Geschichte
Das Schiff wurde 1927 bei Ertel in Woltersdorf gebaut und kam als Wodan in Fahrt. Der erste Besitzer war der Berliner Reeder Robert Hartwig, der 1931 die drei baugleichen Schiffe Wodan, Gertrud I und Bruno betrieb. Ein viertes Schwesterschiff war laut Kurt Groggert die Wolfgang, die zunächst Hermann Zimmermann und ab 1930 Kurt Hinze in Erkner gehörte. Die Schiffe waren im Löcknitzmaß gebaut und konnten je 140 Fahrgäste befördern.
1935 waren die drei Schiffe Robert Hartwigs in den Besitz von Bruno Hartwig in Grünheide übergegangen, der außerdem noch die Titania betrieb. Während die Kapazität der Gertrud I und der Bruno sich nicht geändert hatte, war die Wodan mittlerweile auf der Werft der Gebrüder Winkler in Kalkberge umgebaut worden und konnte nun 185 Fahrgäste befördern.
Laut Uwe Gieslers Schiffsdatenbank, in der sich zur höchsten zulässigen Fahrgastzahl des Schiffes in der Vorkriegszeit andere Angaben finden als bei Groggert, wurde die Wodan im Zweiten Weltkrieg zur Transportflotte Speer eingezogen. Bruno Hartwig erhielt das Schiff nach dieser Quelle nach dem Krieg zurück. 1947 durfte er damit 205 Fahrgäste befördern. Die Maße des Schiffes waren damals laut Giesler gegenüber dem Vorkriegszustand unverändert. Er gibt eine Länge von 19,90 Metern, eine Breite von 3,45 Metern und einen Tiefgang von 0,96 Metern an. Motorisiert war die Wodan damals mit einer 60-PS-Maschine. 1964 wurde die Wodan laut Giesler neu motorisiert (6 VD 14,5/12-1). Ohne einen Umbau zu erwähnen, gibt Giesler für 1965 plötzlich eine Schiffslänge von 26,08 Metern und eine Breite von 3,72 Metern an. Das Schiff, nunmehr im Besitz des VEB Fahrgastschiffahrt, habe nun eine Zulassung zur Beförderung von 186 Personen gehabt.
1965 wurde die Wodan zwar in die Weiße Flotte Berlin eingegliedert, ihr Name wurde aber erst 1970 geändert. Sie wurde auf den Namen Seddinsee umgetauft. Auch die Bruno, die mittlerweile ebenfalls zur Weißen Flotte gehörte, wechselte damals ihren Namen und wurde zur Flakensee. Die Seddinsee wurde laut Groggert 1971 abgestellt, gehörte aber ab 1990 zum Schiffsbestand der Stern und Kreisschiffahrt.
1993 erfolgte ein Eignerwechsel. Das Schiff wurde ab 1993 von der Reederei Wiedemann auf dem Schwielochsee eingesetzt. 1996 wurde es nach Goyatz verlegt und auf Schwielochsee umgetauft. Im Jahr 2000 besaß Manfred Wiedemanns Unternehmen Fahrgastschiffahrt Schwielochsee neben der Schwielochsee noch die Falke. Die Goyatz, die zeitweise ebenfalls für Wiedemann gefahren war, war damals schon zum Hausboot umfunktioniert worden. Dieter Schubert gibt an, dass die Schwielochsee 26,08 Meter lang und 3,72 Meter breit war und einen Tiefgang von 1,04 Metern hatte. Sie war zu Schuberts Zeit mit einem 104-PS-Motor ausgestattet und durfte 149 Fahrgäste befördern. Manfred Wiedemann hat zum Jahresbeginn seinen Betrieb eingestellt. Nach Angaben eines Mitgliedes des Binnenschifferforums befindet sich das Schiff mittlerweile in privatem Besitz.